# Haukur Jóhannsson
Haukur Jóhannsson (* 17. Januar 1953 in Akureyri) ist ein ehemaliger isländischer Skirennläufer.

## Karriere
Haukur Jóhannsson belegte bei den Olympischen Winterspielen 1976 im Slalomrennen den 32. Platz. Im Riesenslalomrennen schied er vorzeitig aus.